# フォーク・ベスト・リクエスト
『フォーク・ベスト・リクエスト』は、2009年8月5日に発売された、フォーク・ニューミュージックのコンピレーション・アルバムである。

## 収録曲
| 曲順 | タイトル                                                                                 | アーティスト                   | ジャンル           |
| ---- | ---------------------------------------------------------------------------------------- | ------------------------------ | ------------------ |
| 1    | 神田川 （作詞：喜多条忠／作曲：南こうせつ） （発売日：1973年9月20日）                    | かぐや姫                       | フォーク           |
| 2    | 旅の宿 （作詞：岡本おさみ／作曲：吉田拓郎） （発売日：1972年7月1日）                     | よしだたくろう                 | ニューミュージック |
| 3    | なごり雪 （作詞・作曲：伊勢正三） （発売日：1975年11月5日）                              | イルカ                         | ニューミュージック |
| 4    | 夢の中へ （作詞・作曲：井上陽水） （発売日：1973年3月1日）                               | 井上陽水                       | ニューミュージック |
| 5    | 22才の別れ （作詞・作曲：伊勢正三） （発売日：1975年2月5日）                             | 風                             | フォーク           |
| 6    | 銀の指環 （作詞・作曲：財津和夫） （発売日：1974年1月20日）                              | チューリップ                   | ニューミュージック |
| 7    | 赤ちょうちん （作詞：喜多条忠／作曲：南こうせつ） （発売日：1974年1月10日）              | かぐや姫                       | フォーク           |
| 8    | 人生の空から （作詞・作曲：松山千春） （発売日：1980年9月21日）                          | 松山千春                       | ニューミュージック |
| 9    | 煙草のけむり （作詞・作曲：五輪真弓） （発売日：1973年10月1日）                          | 五輪真弓                       | ニューミュージック |
| 10   | 雨の物語 （作詞・作曲：伊勢正三） （発売日：1977年3月25日）                              | イルカ                         | フォーク           |
| 11   | 妹 （作詞：喜多条忠／作曲：南こうせつ） （発売日：1974年5月20日）                        | かぐや姫                       | フォーク           |
| 12   | 帰って来たヨッパライ （作詞：松山猛・北山修／作曲：加藤和彦） （発売日：1967年12月25日） | ザ・フォーク・クルセダーズ     | フォーク           |
| 13   | 花嫁 （作詞：北山修／作曲：はしだのりひこ・坂庭省悟） （発売日：1971年1月10日）          | はしだのりひこ＆クライマックス | フォーク・ロック   |
| 14   | 落陽 （作詞：岡本おさみ／作曲：吉田拓郎） （発売日：1976年9月25日）                      | 山田パンダ                     | ニューミュージック |
| 15   | 海岸通 （作詞・作曲：伊勢正三） （発売日：1979年4月25日）                                | イルカ                         | フォーク           |
| 16   | 我が良き友よ （作詞・作曲：吉田拓郎） （発売日：1975年2月5日）                           | かまやつひろし                 | ニューミュージック |
| 17   | ささやかなこの人生 （作詞・作曲：伊勢正三） （発売日：1976年6月25日）                    | 風                             | ニューミュージック |
| 18   | あなた （作詞・作曲：小坂明子） （発売日：1973年12月21日）                               | 小坂明子                       | ニューミュージック |
| 19   | 卒業写真 （作詞・作曲：荒井由実） （発売日：1975年2月5日）                               | ハイ・ファイ・セット           | ニューミュージック |
| 20   | あの唄はもう唄わないのですか （作詞・作曲：伊勢正三） （発売日：1975年12月10日）         | 風                             | フォーク           |